# Ново (Савинский район)
Ново — деревня в Савинском районе Ивановской области. Входит в состав Воскресенского сельского поселения.

## География
Находится в южной части Ивановской области на расстоянии приблизительно 12 км на восток-северо-восток по прямой от районного центра поселка Савино у речки Шижегда.

## История
В 1859 году здесь (тогда деревня в составе Ковровского уезда Владимирской губернии) было учтено 6 дворов.

## Население
Постоянное население составляло 42 человека (1859 год), 4 в 2002 году (русские 100 %), 6 в 2010.